# Jennerwein (Film)
Jennerwein ist ein Film über den bayerischen Wilderer Georg Jennerwein. Der Film, mit Fritz Karl in der Titelrolle und Christoph Waltz in der Rolle des Jagdgehilfen, der ihn erschoss, wurde im Jahr 2003 vom Bayerischen und vom Österreichischen Rundfunk produziert.

## Handlung
Der Film erzählt das Leben des bayerischen Wildschützen Georg Jennerwein: Der junge Georg, Girgl genannt, muss als Kind mit ansehen, wie der königliche Forstbeamte Mayr seinen Vater, den legendären Wilderer Hannes von Tirol, erschießt. Zusammen mit seinem Freund Pföderl wildert er ebenfalls, später ziehen sie gemeinsam in den Krieg 1870/71. Im Gefecht sticht ein Franzose Jennerwein mit dem Bajonett in den Rücken und wird von Pföderl erschossen.
Seine Mutter will Jennerwein vom Wildern abhalten, doch er und Pföderl setzen es fort. Jennerwein verteilt das Fleisch großzügig weiter und will auch einer kranken Witwe Wild bringen, die mit ihren beiden Kindern hungert. Doch als er eine erlegte Gämse bringt, ist sie bereits tot. Die Waisen bringt er zu Agerl, die mit ihm und Pföderl in einer Holzbearbeitung arbeitet. Pföderl macht Agerl Avancen, doch die interessiert sich weit mehr für Jennerwein, was Pföderl eifersüchtig beobachtet. Als ein junger Bursche aus dem Betrieb die beiden Wilderer bei der Jagd begleitet, wird er von Mayrs Leuten geschnappt, aber verrät seine Kumpanen nicht. Mayr lässt ihn von den Hunden totbeißen. Als Pföderl sicher ist, dass Jennerwein nicht nur die Waisen bei Agerl besucht, sondern auch Sex mit ihr hat, dient er sich bei Mayr an, der ihm bereits das Angebot gemacht hat, für ihn zu arbeiten, um Jennerwein auf frischer Tat zu stellen. Pföderl lässt zunächst nicht zu, dass Mayrs Leute auf ihn schießen, dann schießt er selbst, als sich Jennerwein auf einem Floß befindet, was Agerl aus Angst um ihn an Mayr und Pföderl verraten hatte. Den Schwerverletzten zieht Agerl mit dem Pferdeschlitten über die Berge zum Arzt nach Tirol. Nach seiner Genesung zeigt ihm Agerl seinen inzwischen geborenen Sohn. Als er wieder wildern will, verfolgt ihn Pföderl. Jennerwein stellt ihn und sagt ihm, er solle es gut sein lassen, er will nichts von ihm. Als er weitergeht, läuft Pföderl hinterher und ruft ihm zu, dass er recht hat, es gut sein zu lassen. Als sich Jennerwein wieder wegdreht und weitergeht, erschießt ihn Pföderl von hinten.

## Produktion
Gedreht wurde der Film unter anderem in Rauris. Der Film kam am 11. September 2003 in die deutschen Kinos, die Erstausstrahlung im Fernsehen erfolgte am 7. April 2004.

## Rezeption

### Kritiken
„Der Film greift sowohl anekdotische als auch historisch verbürgte Elemente auf und verbindet sie zur flüchtigen Skizze einer verblassenden Legende. Der inhaltlich wie formal bezwingende Heimatfilm lebt von der Kraft der Reduzierung und reflektiert in seinem distanziert-gelassenen Blick ein zeitgemäßes Verständnis.“

### Auszeichnungen
Romy 2004
- Ausgezeichnet in der Kategorie Beste Kamera (Hans-Günther Bücking)

Deutscher Fernsehpreis 2004
- Nominiert in der Kategorie Beste Kamera (Hans-Günther Bücking)